# Phần mềm thời gian thực
Phần mềm thời gian thực (real-time software) là các chương trình giám sát/phân tích/điều khiển các sự kiện trong thế giới thực ngay khi nó xảy ra. Các phần tử của phần mềm thời gian thực bao gồm: thành phần thu thập dữ liệu mà thu nhận và chuẩn hoá thông tin từ môi trường ngoài, rồi phân tích, thành phần phân tích chuyển đổi thông tin mỗi khi chương trình yêu cầu, thành phần điều khiển đầu ra tác động trở lại môi trường ngoài, thành phần giám sát điều phối mọi hoạt động của các thành phần khác để có thể kiểm soát được đáp ứng thời gian thực. Một hệ thống thời gian thực phải đáp ứng trong một giới hạn chặt chẽ về thời gian.
Điển hình của phần mềm thời gian thực là các phần mềm điều khiển các thiết bị tự động. Phần mềm thời gian thực bao gồm các thành tố:
- Thành phần thu thập dữ liệu để thu và định dạng thông tin từ môi trường ngoài
- Thành phần phân tích để biến đổi thông tin theo yêu cầu của ứng dụng
- Thành phần kiểm soát hoặc đưa ra đáp ứng môi trường ngoài
- Thành phần điều phối để điều hòa các thành phần khác sao cho có thể duy trì việc đáp ứng thời gian thực. Hệ thống thời gian thực phải đáp ứng những ràng buộc thời gian chặt chẽ.